# Matías Piñeiro
Matías Piñeiro (Buenos Aires, 11 de mayo de 1982) es un cineasta, guionista e intérprete argentino conocido por sus trabajos en Rosalinda, Viola, La princesa de Francia y Hermia & Helena. Piñeiro es destacado como uno de los cineastas más prolíficos de su generación y exponente del nuevo cine argentino.

## Biografía
Piñeiro nació en Buenos Aires, de ascendencia gallega, su madre nació en Chantada, Lugo. Estudió en la Universidad del Cine, donde enseñó cinematografía e historia del cine. En 2011 se trasladó a Estados Unidos para realizar la beca Radcliffe de la Universidad de Harvard. Actualmente vive en Nueva York con una nueva beca en la Universidad de Nueva York.

## Filmografía

### Cine
| Año  | Título                                           | Papel                                      | Nota         |
| ---- | ------------------------------------------------ | ------------------------------------------ | ------------ |
| 2003 | Árboles y arbustos                               | Asistente de dirección                     | Cortometraje |
| 2004 | En silencio                                      | Asistente de dirección                     | Cortometraje |
| 2004 | Otra vuelta                                      | Asistente de dirección                     |              |
| 2005 | La muerte de Alberto Greco (en cinco personajes) | Intérprete                                 |              |
| 2006 | Música nocturna                                  | Ayudante de dirección                      |              |
| 2006 | A propósito de Buenos Aires                      | Director, Guionista                        |              |
| 2007 | El hombre robado                                 | Director, Guionista                        |              |
| 2009 | Todos mienten                                    | Director, Guionista                        |              |
| 2010 | Rosalinda                                        | Director, Guionista                        | Mediometraje |
| 2011 | Viola                                            | Director, Guionista                        |              |
| 2014 | La princesa de Francia                           | Director, Guionista                        |              |
| 2016 | Hermia & Helena                                  | Director, Guionista                        |              |
| 2020 | Isabella                                         | Director, Guionista                        |              |
| 2024 | Tú me abrasas                                    | Director, Guionista, Fotografía, Productor |              |

## Premios y nominaciones

### Participación en festivales de cine
| Festival                                                           | Año  | Película               | Categoría                | Premio   | Ref   |
| ------------------------------------------------------------------ | ---- | ---------------------- | ------------------------ | -------- | ----- |
| Buenos Aires Festival Internacional de Cine Independiente (BAFICI) | 2009 | Todos mienten          | Mejor película           | Nominado | [ 2 ] |
| Buenos Aires Festival Internacional de Cine Independiente (BAFICI) | 2009 | Todos mienten          | Mejor película argentina | Ganador  | [ 2 ] |
| Buenos Aires Festival Internacional de Cine Independiente (BAFICI) | 2009 | Todos mienten          | Mención especial         | Ganador  | [ 2 ] |
| Buenos Aires Festival Internacional de Cine Independiente (BAFICI) | 2013 | Viola                  | Mejor película           | Nominado | [ 3 ] |
| Buenos Aires Festival Internacional de Cine Independiente (BAFICI) | 2013 | Viola                  | Premio FIPRESCI          | Ganador  | [ 3 ] |
| Buenos Aires Festival Internacional de Cine Independiente (BAFICI) | 2015 | La princesa de Francia | Mejor película argentina | Ganador  | [ 4 ] |
| Buenos Aires Festival Internacional de Cine Independiente (BAFICI) | 2015 | La princesa de Francia | Premio SIGNIS            | Ganador  | [ 4 ] |
| Festival Internacional de Cine de Locarno                          | 2009 | Todos mienten          | Mejor película           | Nominado | [ 5 ] |
| Festival Internacional de Cine de Locarno                          | 2014 | La princesa de Francia | Mejor película           | Nominado | [ 6 ] |
| Festival Internacional de Cine de Locarno                          | 2016 | Hermia & Helena        | Mejor película           | Nominado | [ 7 ] |